# La ragazza di Vajont
La ragazza di Vajont è un romanzo di Tullio Avoledo, pubblicato nel 2008 da Einaudi.

## Trama
La storia si svolge in una ucronia in cui l'Italia è sotto un regime dittatoriale che ha ordinato una pulizia etnica e in cui la tecnologia è regredita a un livello simile a quello che aveva nella realtà negli anni settanta-ottanta del Novecento.
Il protagonista è un cinquantenne che vive solo e che si scoprirà nel corso del romanzo, avere avuto un ruolo centrale nella presa di potere della dittatura che domina l'Italia ma che ora è caduto in disgrazia.
Il romanzo racconta della storia d'amore fra lui e una ragazza conosciuta su una corriera. La storia è complicata, oltre che dalla differenza d'età, anche dal fatto che il protagonista è tenuto costantemente d'occhio dal regime e che la ragazza è una sanguemisto e quindi emarginata dalla società.